# Вьетнамско-филиппинские отношения
Вьетнамско-филиппинские отношения — двусторонние дипломатические отношения между Вьетнамом и Филиппинами. 

## История

### Вьетнамская война 1957—1975
В июле 1955 года президент Филиппин Рамон Магсайсай признал Южный Вьетнам. Филиппинский медицинский персонал был отправлен во Южный Вьетнам для оказания помощи в войне с Северным Вьетнамом. Рамон Магсайсай также заявлял, что окажет любую помощь Соединённым Штатам в войне с коммунистическими повстанцами во Вьетнаме. Однако, Филиппины направили во Вьетнам только гражданский контингент. В октябре 1964 года в Южный Вьетнам прибыли две группы медиков (общей численностью 68 человек), а в 1966 году — «группа гражданских действий» (1000 чел.), в состав которой входили военнослужащие небоевых частей (военные врачи, инженеры-строители) и гражданский персонал (специалисты по сельскому хозяйству и др.). Филиппинский контингент (в деятельности которого на территории Вьетнама в разное время приняли участие до 2 тыс. филиппинских граждан) действовал в основном в провинции Тэйнинь (здесь были построены медицинский центр и несколько дорог) и был выведен из Вьетнама в 1970 году, расходы на его содержание составили 35 млн долларов. В рамках программы военной помощи США безвозмездно передали филиппинскому контингенту два речных патрульных катера, армейские автомашины и инженерно-строительную технику, а также легкое стрелковое оружие — пистолеты, автоматы M-16 и пулемёты M-60 «для самозащиты личного состава».

### Современные отношения
В октябре 2015 года состоялся визит министра иностранных дел Филиппин Альберта Росарио в Ханой, а в ноябре 2015 года президент Вьетнама Чыонг Тан Шанг посетил с государственным визитом Филиппины. 17 ноября 2015 года лидеры обеих стран сделали заявление о начале стратегического партнёрства между странами. Вьетнам стал третьим стратегическим партнёром Филиппин после США и Японии. В сентябре 2016 года президент Филиппин Родриго Роа Дутерте посетил Вьетнам с государственным визитом. Вьетнам и Филиппины стали сотрудничать еще теснее в свете натянутых отношений Родриго Дутерте с правительством США, а также из-за территориальных претензий Китайской Народной Республики к этим странам в Южно-Китайском море.
С 3 по 9 августа 2024 года вьетнамский патрульный корабль принял участие в совместных учениях с филиппинской береговой охраной, включая поисково-спасательные работы, предотвращение пожаров и взрывов, а также безопасности на море. Обе стороны также провели тренировки по реагированию на различные сценарии в международных водах, включая агрессивные действия береговой охраны и военно-морских сил Китая.

## Экономические отношения
Экспорт Вьетнама на Филиппины: рис, кофе, лапша быстрого приготовления и арахис. В 2014 году Вьетнам вложил в экономику Филиппин около 294 млн. долларов США. 29 июля 2014 года была создана Вьетнамско-филиппинская ассоциация дружбы, что способствовало развитию торговых отношений между странами. В 2016 году объём товарооборота между Вьетнамом и Филиппинами составил сумму около 3 млрд долларов США. В 2010 году во Вьетнаме проживало около 3500 филиппинцев, а в 2016 году уже более 5000 граждан Филиппин.